# Ann Isham
Ann Elizabeth Isham (Chicago, 25 de enero de 1862-Océano Atlántico, 15 de abril de 1912) fue una pasajera estadounidense del RMS Titanic. Fue una de las sólo cuatro mujeres de primera clase que falleció en el hundimiento del famoso transatlántico.

## Biografía
Ann Elizabeth "Lizzie" Isham nació el 25 de enero de 1862 en Chicago, Illinois la primera hija de Edward Swift Isham, un abogado y político de Vermont y su esposa Frances "Fannie" Burch. Su padre estableció un bufete de abogados con Robert Todd Lincoln, hijo del expresidente de los Estados Unidos Abraham Lincoln, llamado Isham, Lincoln & Beale en Chicago.
Isham vivió en Chicago y perteneció al Friday Club y el Scribbler's Club hasta que en 1903 se mudó a París a vivir con su hermana, Frances Isham, que se había casado con Harry Shelton.
El hermano de Isham, Edward Isham, vivía en Nueva York y ella regresaba a los Estados Unidos para pasar los veranos con el. Con tal intención, abordó el Titanic en Cherburgo el 10 de abril de 1912.

## Titanic

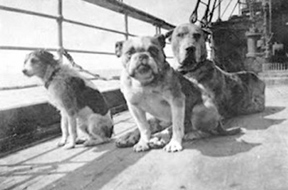
Perros en el Titanic, el perro grande detrás a la derecha es probablemente el gran danés de Ann Isham.

Su camarote (C-49) estaba al lado del ocupado por el coronel Archibald Gracie, aunque él no recordaba haberla visto. Se ha dicho que ella abandonó el bote salvavidas cuando le informaron que su perro, un gran danés, no podía acompañarla, porque por su tamaño ocupaba la plaza de una persona. El hecho no ha podido ser corroborado. Unos días más tarde, pasajeros de un barco que pasó por la zona del hundimiento aseguraron haber visto cientos de cuerpos flotando. Una de las pasajeras afirmó haber avistado el cuerpo de una mujer abrazada a un gran perro. Se supone que era Anne, aunque tampoco pudo ser confirmado porque su cadáver no fue recuperado. Un monumento en su memoria fue erigido por su familia en Vermont.

## Legado
Isham pasó a la historia como un ejemplo de petofilia o un símbolo de amor por los animales.
Ella fue una de las solo cuatro pasajeras de primera clase que perecieron en el naufragio, junto a Edith Corse Evans, otra mujer soltera que insistió en ceder su sitio en el bote salvavidas a una amiga casada y con niños, Ida Straus, una anciana que se negó a abandonar el barco sin su esposo Isidor, y Bess Allison, que bajó del bote para buscar a su marido y otro hijo, con su hija de dos años en brazos, el único niño de primera y segunda clase en morir.